# Вербятин
Вербятин (укр. Верб'ятин) — село в Бучачской городской общине Чортковского района Тернопольской области Украини.
До 2020 года входило в Бучачский район.
Код КОАТУУ — 6121284202. Население по переписи 2001 года составляло 366 человек.

## Географическое положение
Село Вербятин находится на правом берегу реки Барыш,
выше по течению на расстоянии в 1 км расположено село Озеряны,
ниже по течению на расстоянии в 1 км расположено село Барыш.

## История
- Село известно с XVII века.

## Объекты социальной сферы
- Школа I ст.
- Клуб.